# Thunmanfonden
Thunmanfonden är en fond, ursprungligen grundad till förmån för skalden Olof Thunman, vars avkastning tillfaller "uppländsk eller om Uppland förtjänt skald, konstnär eller annan kulturpersonlighet". Fonden grundades till Olof Thunmans 50-årsdag år 1929 efter bidrag från en stor krets enskilda. Bidrog gjorde även Uplands nation, Upplands regementes officerskår och Lundequistska bokhandeln. Fonden utökades år 1939. Efter Olof Thunmans och hans hustrus död förvaltas fonden av Uplands nation som sedan 1976 vartannat år utdelar Thunmanstipendiet till en person eller grupp enligt ovan angivna kriterier.

## Stipendiater
- 1976 Thomas Borgström
- 1980 Ulla Fries (konstnär)
- 1982 Magnus Fagerberg
- 1984 Elsie Johansson (författare)
- 1986 Johan Schinkler
- 1988 Bertil Lundén
- 1990 Håkan Bergström
- 1992 Åsa Jinder (musiker)
- 1994 Owe Thörnqvist (sångare och låtskrivare)
- 1996 Lillemor Alpsjö
- 1998 Mattias Klum (fotograf)
- 2000 Stefan Parkman (dirigent)
- 2002 Göran Ulväng
- 2004 Anna-Karin Nytell Oldeberg
- 2006 Marie-Louise Sundquist
- 2008 Väsen (musikgrupp)
- 2010 Olle Gällmo (riksspelman)
- 2012 Veronica Maggio (sångare och låtskrivare)